# 4373 Crespo
4373 Crespo è un asteroide della fascia principale. Scoperto nel 1985, presenta un'orbita caratterizzata da un semiasse maggiore pari a 2,2309713 UA e da un'eccentricità di 0,1763712, inclinata di 4,95892° rispetto all'eclittica.